# Katarina Frostenson
 Katarina Frostenson  (Estocolmo, 1953) é uma poetisa, dramaturga e ensaísta sueca.

Foi membro da Academia Sueca de 1992 até 2019, ela foi substituída por Tua Forsström, que será oficializada na posição apenas no dia 20 de dezembro de 2019.

## Academia Sueca
Katarina Frostenson ocupou a cadeira 18 da Academia Sueca, de 1992 até 2019. Em 2018, quatro membros pediram para sair do colegiado. Eles protestam contra a permanência de Frostenson no órgão. Ela havia sido acusada de corrupção e de quebrar a confidencialidade por revelar o nome dos futuros ganhadores ao seu marido Jean-Claude Arnault, que também foi acusado de abuso sexual.
Após ficar comprovado que Frostenson realmente havia revelado os nomes dos vencedores ao seu marido, Katarina Frostenson decidiu renunciar ao seu assento na academia em janeiro de 2019. Em 12 de fevereiro, foi anunciado que seu assento seria ocupado pela também poetisa Tua Forsström, porém isso irá acontecer somente no dia 20 de dezembro de 2019.

## Obras da autora
- I mellan : dikter. Gotemburgo, 1978.
- Raymond Chandler och filmen, Kriminalbiblioteket Korpen, 4. Gotemburgo, 1978.
- Rena land : dikter. Estocolmo, 1980.
- Den andra : dikter. Estocolmo, 1982.
- I det gula : tavlor, resor, ras : dikter. Estocolmo, 1985.
- Samtalet : dikter. Estocolmo, 1987.
- 4 monodramer. Estocolmo, 1990.
- Joner : tre sviter. Estocolmo, 1991.
- Artur Lundkvist : inträdestal i Svenska akademien. Estocolmo, 1992.
- Berättelser från dom : prosa. Estocolmo, 1992.
- Tankarna. Estocolmo, 1994.
- Traum : Sal P. Estocolmo, 1996.
- Vägen till öarna. Estocolmo, 1996.
- Staden - en opera : libretto. Estocolmo, 1998.
- Korallen. Estocolmo, 1999.
- Kristallvägen : Safirgränd : skådespel. Estocolmo, 2000.
- Skallarna. Estocolmo, 2001. (Com Aris Fioretos)
- Endura. Estocolmo, 2002. (Com Jean-Claude Arnault)
- Karkas : fem linjer. Estocolmo, 2004.
- Ordet : en passion. Estocolmo, 2005.
- Tal och Regn. Estocolmo, 2008.
- Flodtid. Estocolmo, 2011.

## Prémios
- Prémio Bellman (1994)